# Marco Oliveira
Marco Oliveira é um quadrinista brasileiro, nascido em 25 de agosto de 1983, na cidade de São Carlos, interior de São Paulo. 
Ficou conhecido pela publicação de tiras no blog Overdose Homeopática. O blog ganhou o Troféu HQ Mix na categoria "Web tira" em 2014). Em 2013, Marco lançou, de forma independente, uma coletânea impressa dos quadrinhos de seu blog. No ano seguinte, lançou, pela editora Zarabatana, a graphic novel Aos Cuidados de Rafaela. Em 2015 publicou a coletânea de quadrinhos experimentais Mute. E em 2016, também pela editora Zarabatana, lançou a graphic novel Finório, onde atuou pela primeira vez como desenhista e roteirista .  
Em 2020, Marco ganhou o Prêmio Vladimir Herzog na categoria "Prêmio Destaque Vladimir Herzog Continuado" ao lado de outros 109 cartunistas que participaram do movimento "Charge Continuada", que consistiu na recriação por centenas de artistas de uma charge de Renato Aroeira que fora alvo de um pedido de investigação pelo governo brasileiro por associar o presidente Jair Bolsonaro com o nazismo.